# 泡瀬干潟

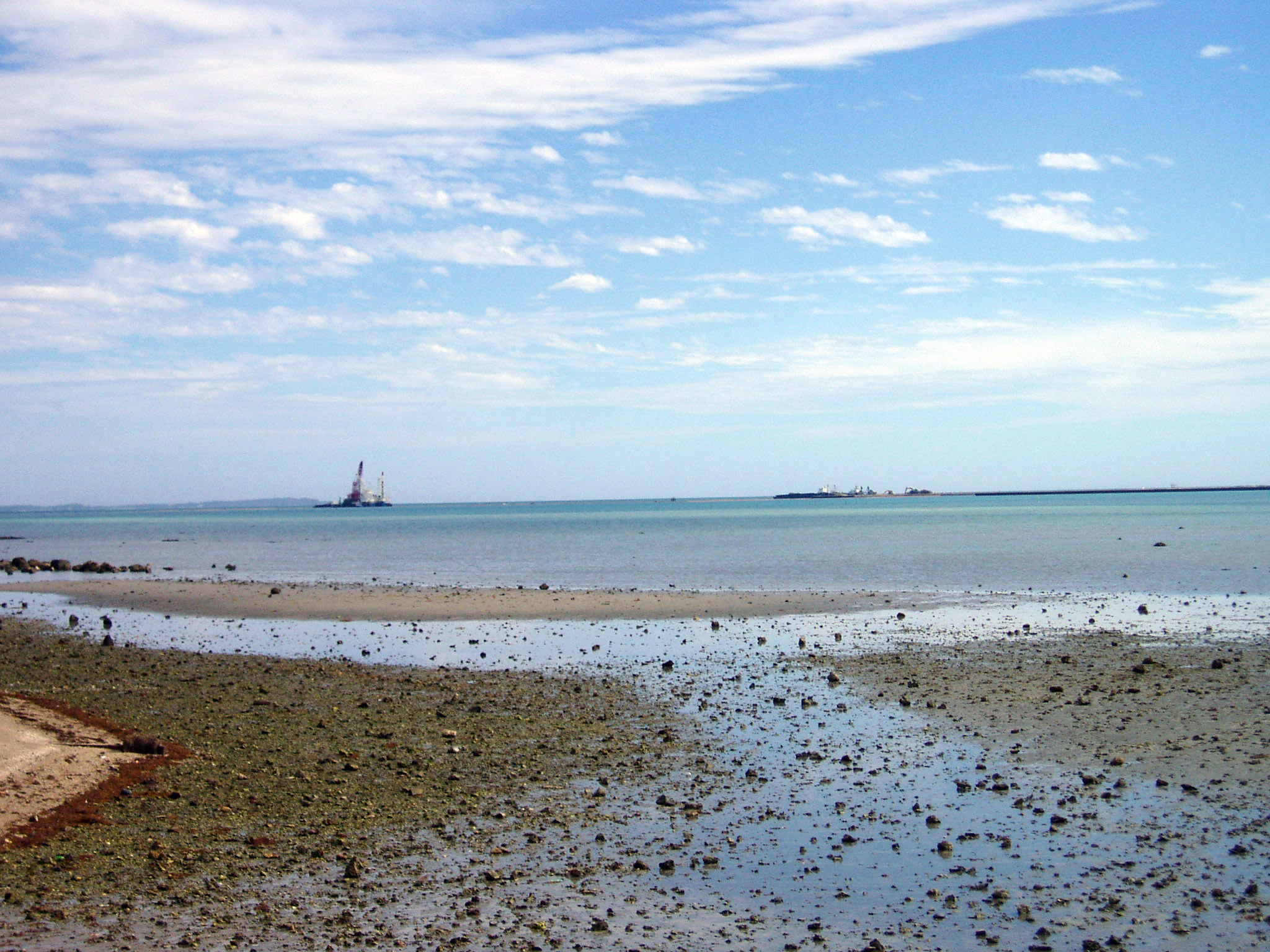
泡瀬干潟（泡瀬通信施設付近より）

泡瀬干潟（あわせひがた）は沖縄県沖縄市にある干潟および浅海域。現存する干潟や藻場などの浅海域の広がりとしては南西諸島でも最大級の規模を誇る。この干潟の埋立事業が、環境保全上の争点となっている。

## 地理

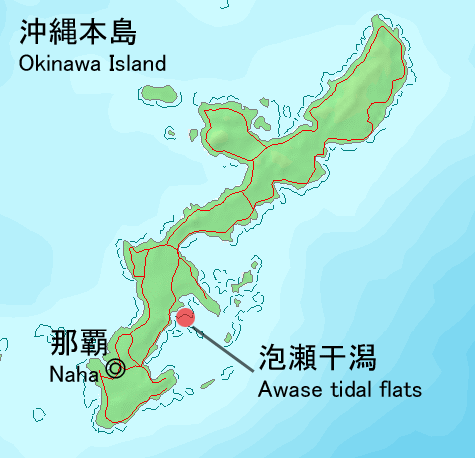
泡瀬干潟の位置

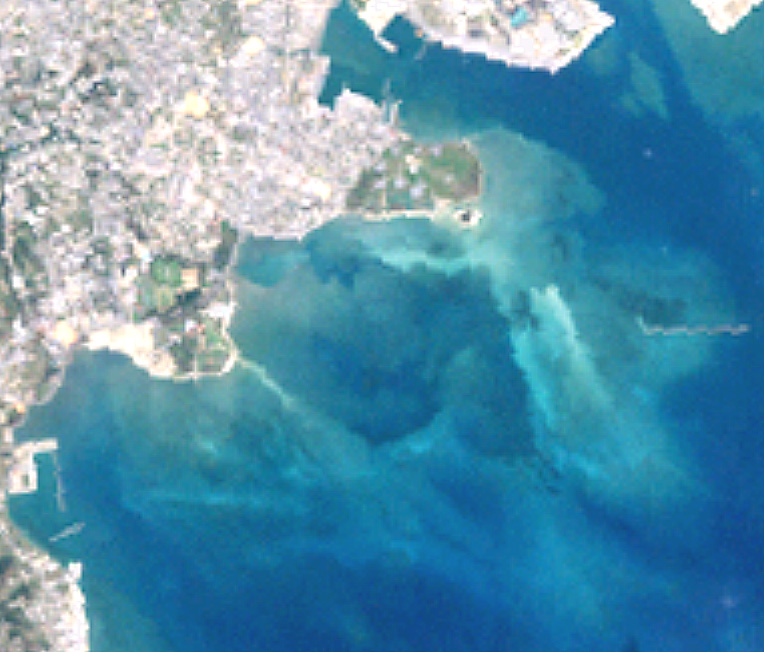
宇宙から見た泡瀬干潟

沖縄本島の中部、東側の沿岸にある。津堅島、久高島を含むサンゴ礁によって囲まれた中城湾の北部に位置し、沖縄市の沿岸、在日米軍泡瀬通信施設の周辺（特に東側から南側）に広がっている。面積は、干潟が290ha、藻場が112haほど。
すぐ北側のうるま市の沿岸には、かつて川田干潟と呼ばれた干潟が広がっており、泡瀬干潟とともに中城湾北部の浅海域を形成していたが、現在は、2170億円を投じて実施された「新港地区埋立事業」によって大部分が消滅している。中城湾の湾口は広く開けているが、冬の季節風による高波が北東にある勝連半島に遮られているなどしたため、湾奥部には広大な干潟が形成されていた。
サンゴ礁の礁湖に形成されるタイプの干潟であり、温帯地域に見られるような非サンゴ礁海域に形成される干潟とは、底質も生物相も異なっている。
また、泡瀬干潟周辺の陸地は、第三紀島尻層群に含まれる島尻層泥岩や、琉球石灰岩に由来する島尻マージと呼ばれる「低島」の土壌で構成されており、河川もほとんどない。そのため、同じ南西諸島でも金武湾（沖縄本島）や名蔵湾（石垣島）のように国頭マージと呼ばれる「高島」特有の赤土による干潟とは、地質的に大きく異なり、外観上も赤土による赤褐色ではなく、白色から灰褐色を呈する。

## 利用

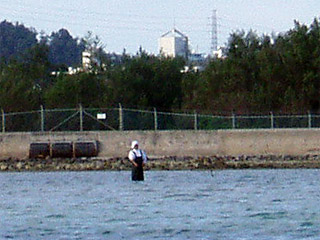
泡瀬干潟でのタコ釣り

泡瀬干潟は、貝類などの採集（潮干狩り）がさかんな場所として知られている。貝類の採集は、必ずしも漁業を専業としないさまざまな人々によって、さまざまな目的で行われるため、統計などには反映されにくい。しかし、これらの採集活動によってアラスジケマンやリュウキュウサルボウ、ホソスジヒバリなど主なものでも10種類程度、全部で21種類もの多様な貝類が採集されているとの調査がある。
沖縄本島では太平洋戦争後、平坦地の多くが在日米軍の基地として利用されたこともあり、公共事業によって積極的に干潟の開発が進められてきた。その結果、多くの干潟が埋め立てによって消滅したため、泡瀬干潟は貴重な貝類の採取の場となっている。そのため、泡瀬干潟には本島各地の住民が貝類やタコの採取のために訪れている。
また、このほかにも泡瀬干潟はカヌーや釣りといったレクリエーションの場としても利用されているほか、渡り鳥などが多数飛来するなどバードウォッチングを初めとする自然観察の場でもある。
なお、干潟へは米軍泡瀬通信施設の脇などからアクセスすることができるが、干潟の利用を目的とした施設はなく、周囲には住宅地が広がっている。また、干潟を保護管理する主体も明確ではない。よって、地域社会とのトラブル防止や生態系の保全のため、干潟の利用に際しては自主的なマナーの遵守が求められる。現に、貝類の採取については、熊手を使うことによる海草類の被害や、スコップで深く掘削されることによる干潟の破壊など、利用上の問題が指摘されている。
かつては、泡瀬干潟周辺は、豊かな内海でありクルマエビ、イカ、クロダイ、ボラ、タコなどがよく漁獲されていた。

## 生物相
泡瀬干潟は干潟や藻場の広がりが南西諸島でも最大級であり、干潟の生物、特に鳥類や、貝類、海草・藻類の貴重な生息地、生育地であることが知られている。そのため、日本の環境省によって「日本の重要湿地500」に選定されている。

### 鳥類
鳥類に関しては、これまでに泡瀬干潟とその周辺で14目39科165種が確認されている。チドリ目（60種）が多いのが特徴である。
また、渡り鳥（136種）が多く確認されており、北はシベリア南はオーストラリアに至る、東アジア・オセアニア地域の渡り鳥の中継地や越冬地（フライウェイ）となっていることでも知られている。渡り鳥の渡来数は、同じ沖縄本島に位置するラムサール条約登録湿地である漫湖よりも多い。
シギ・チドリについては、ムナグロ、キアシシギ、キョウジョシギの個体数が多く、特に、ムナグロに関しては、越冬地としては日本最大であり、春や秋の渡りのシーズンでも日本国内で2番目か3番目の数の個体が確認されている。

### 貝類
貝類に関しては、生きているもので約300種が確認されている。貝殻のみが得られた種も含めると約500種に達するという。海草藻場に特徴的な種が多く、その中には、マメアゲマキ類（アワセカニダマシマメアゲマキ）やフジイロハマグリ、ジャングサマテガイなど、新種と思しき種や日本では泡瀬干潟ほか数箇所でしか確認されていない種も含まれている。

### 海草・藻類
海草・藻類は、合計139種が確認されている。内訳は、海草が13種、緑藻類が52種、褐藻類が32種、黄緑藻類が1種、紅藻類が41種である。このように多くの海草・藻類が生育する理由として、海底環境の構造、底質等の多様さ、静穏でありながら外洋からの海水の供給が行われていることなどが挙げられる。
海草については、沖縄県内に生育する14種のうち、
- アマモ科
  - アマモ属
    - コアマモ
- イトクズモ科
  - ベニアマモ属
    - ベニアマモ
    - リュウキュアマモ

  - ウミジグサ属
    - ウミジグサ
    - マツバウミジグサ

  - シオニラ属
    - ボウバアマモ（シオニラ）
- トチカガミ科
  - リュウキュウスガモ属
    - リュウキュウスガモ

  - ウミヒルモ属
    - ホソウミヒルモ
    - ヒメウミヒルモ
    - ウミヒルモ
    - トゲウミヒルモ
    - オオウミヒルモ
- ヒルムシロ科
  - カワツルモ属
    - カワツルモ

の計13種が確認されている。特に、ウミヒルモ属については、ホソウミヒルモが泡瀬干潟で発見され新種記載されたり、形態の違うウミヒルモの仲間が発見されたことにより、分類群の見直しが行われた。
これらの海草は、海岸から沖に向かって、マツバウミジグサ群落、コアマモ群落、ウミジグサ群落、リュウキュウスガモ群落、ベニアマモ群落、リュウキュウアマモ群落、ボウバアマモ群落という順番で水深や潮流によって帯状に分布（帯状分布）している。また、干潟の後背湿地にはカワツルモが生育している。
藻類については、世界でも沖縄本島の3箇所（泡瀬干潟、うるま市屋慶名及び恩納村太田）でしか確認されていないクビレミドロの生育地であるほか、緑藻のイワズタ属や、褐藻のウミウチワ属は沖縄県で最も種数が多いことが分かっている。
これらの海草・藻類の種の中には、環境省の「改訂・日本の絶滅のおそれのある野生生物―レッドデータブック―」や水産庁の「日本の希少な野生水生生物に関するデータブック」、沖縄県の「改訂・沖縄県の絶滅のおそれのある野生生物―レッドデータおきなわ―」等の絶滅危惧種を紹介した書籍に掲載されている「重要種」が含まれている。
また、種そのもの重要さに加え、海草・藻類の群落（藻場）は、魚類や甲殻類などの海生生物の生息地として、餌場・休息場等の機能を担っているほか、外洋性魚類の稚魚もこうした浅海域で成長するため、魚類の「ゆりかご」にもなっており、海域生態系の中でも海草・藻類は重要な位置を占めていると言える。

## 歴史

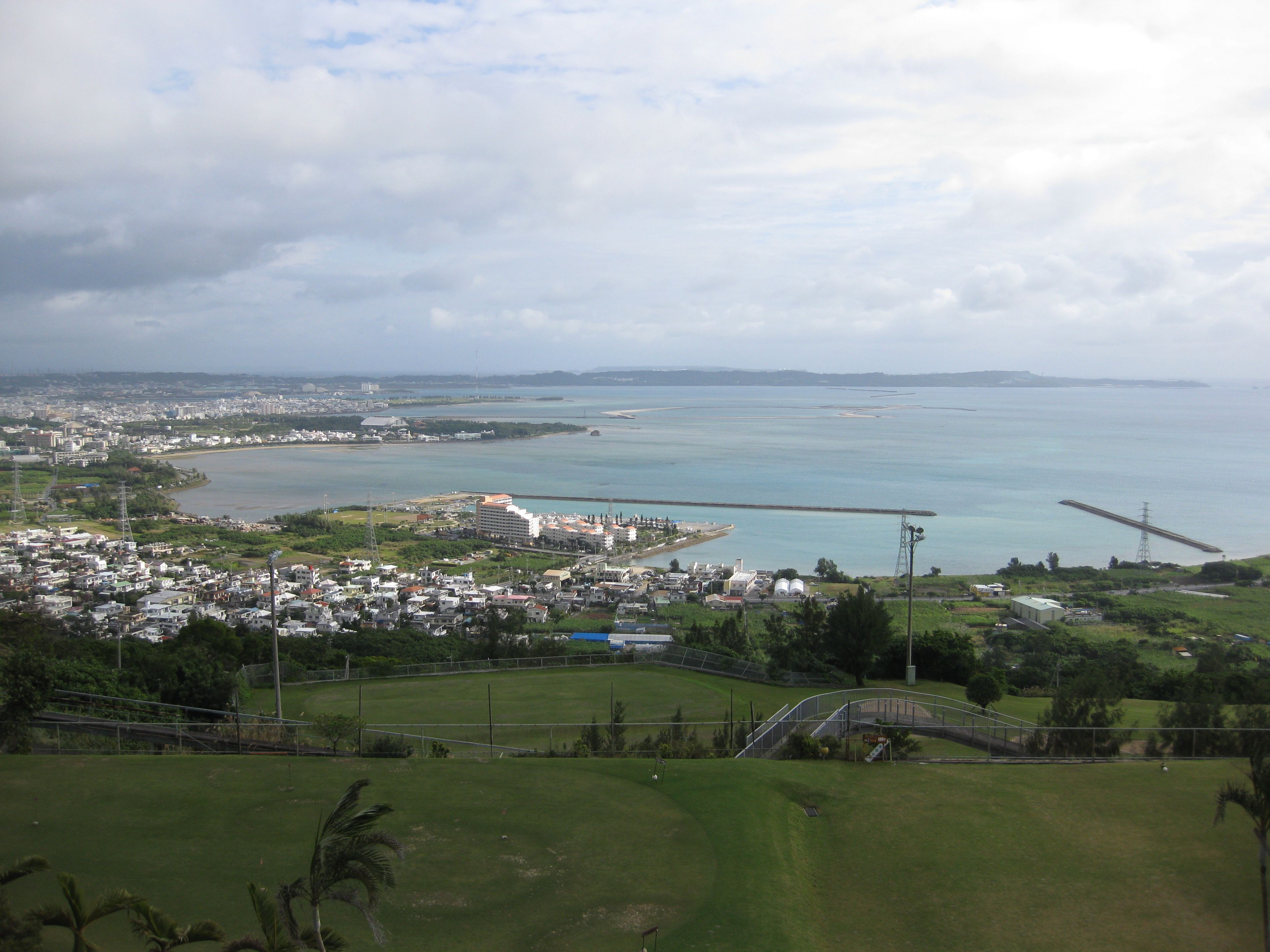
泡瀬干潟遠景（2009年）

明確な記録が出てくる18世紀までは、現在の泡瀬地区周辺は、「あせ嶋」と呼ばれる中城湾にできた砂州の無人島であったと考えられている。伝承では、1768年に「高江洲義正（翁）」が入植したと伝えられている
当時、琉球王国では人口が増え、士族の数が官職に比して多くなったために「失業士族」の就農を推進していた。義正の入植は、そうした就農政策の一環であったと考えられている。以降、泡瀬は沖縄でも有数の人口規模・密度の集落になっていく。士族の入植によって集落が成立したので士族の人口比率も明治時代で9割以上と高い（1880年の泡瀬の人口は2032人、356戸と記録されている）。
また、泡瀬において製塩（泡瀬マース）を始めたのも義正であると伝承される。当時の泡瀬干潟は入浜塩田造成に適した干潟であり、塩田に対して年貢が課せられていた。入浜式塩田とは、満潮時の海面より低い所に堤防を築き、内部の広い砂を平らにして造った塩田である。泡瀬の場合、戦前には堤防がなく、海水が自由に入る場所であった。
なお、明治時代に入り、塩田造成などによる人工的改変によって泡瀬は島から半島へと姿を変えていることが確認できる。
大正時代の1905年には、泡瀬の製塩量が那覇を抜き、県内でも随一の規模になる。泡瀬港にはやんばるより製塩過程で使用する薪を積んだ山原船が多く出入りしていた。このころの泡瀬港は、商取引の主要港だった。1909年の記録では、全戸数547（3085人）のうち、製造業に従事する世帯が5割以上、サービス業が3割程度。当時、泡瀬は本島中部の商工業地域として発展していた。製塩業のほかには、生産した砂糖を詰める容器・樽皮（たるがー）の製造業などが盛んだったという。逆に、専業農家は少なかった。
明治時代から大正にかけての製塩は、塩田で採取した鹹水（かんすい）を桶に入れて担ぎ、屋敷まで運んで煮詰めて塩を造った。大正5年頃からは塩焚小屋が塩田内に移動。規模が拡大して、大きな鉄製平鍋を使い、石炭を燃料とする方法に発展していった。泡瀬の塩の生産量のピークは1928年である。
1916年には与那原を起点とする沖縄軌道（馬車軌道）が泡瀬まで延伸。すでに、与那原－那覇間は沖縄県営鉄道与那原線（鉄道）が開通しており、那覇との交通の便が大幅に向上した。馬車軌道は1926年に乗り合いバスが登場するまで那覇方面への交通の中心だった。一方、1918年には具志川・与勝方面への「海中道路」が完成し、泡瀬より北側に向かう交通も整備されている。この海中道路は、現在では「泡瀬内海」と呼ばれる海域の埋め立てにより埋没してしまっているが、今でも町並みにその痕跡を見ることができる（泡瀬一丁目と六丁目の間）。
1944年10月、太平洋戦争にともなうアメリカ軍の空襲により泡瀬は集落の多くを焼失。このときの空襲では那覇市街をはじめとする沖縄県全域が大きな被害を受けた（十・十空襲）。

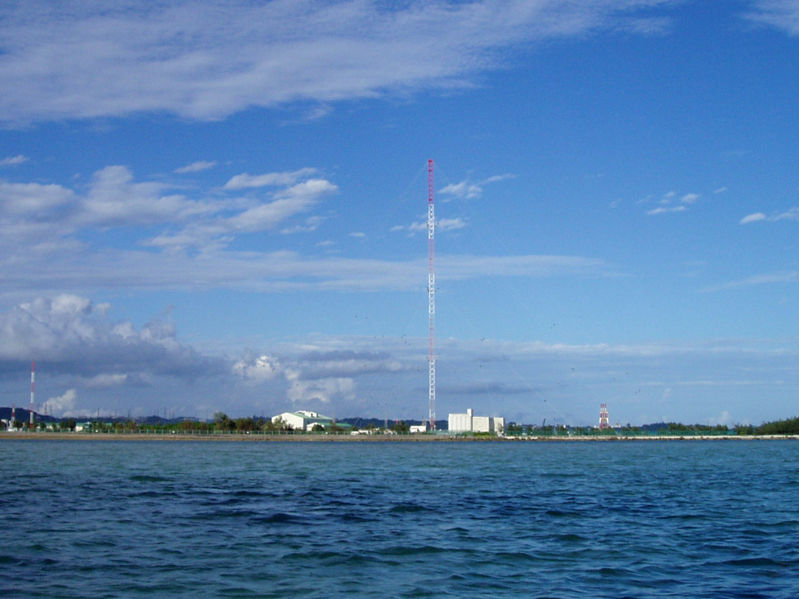
在日米軍泡瀬通信施設（遠景）

1945年4月には、沖縄本島にアメリカ軍が上陸（沖縄戦）。激しい戦闘により沖縄本島中南部は焦土と化した。そして、日本軍の敗戦後、泡瀬は全域が軍用地とされてしまう（泡瀬通信施設はその名残）。住民は桃原（とうばる）など近隣の集落に移住を余儀なくされた。
1946年、製塩業の復興のため、沖縄製塩株式会社が設立される。その後、塩田を改良し、潮の干満に関係なく、必要に応じて海水を塩田に入れることができるようにする工事がはじめる。しかし、塩田改良工事をめぐっては、もともと土地の境界が不明瞭だったことにより、地主間の対立が激化。改良工事は中止される。
1948年には泡瀬への帰還運動のなかで「泡瀬復興期成会」が創立され、復興への営みが本格化する。しかし、泡瀬は1949年のグロリア台風来襲によって住宅の倒壊や海水の床上浸水など、甚大な被害を受ける。
全域が軍用地として接収され、滑走路なども整備されていた泡瀬地区は、1965年ごろから一部返還され始める。しかし、現在も泡瀬通信施設は返還されていない。また、1966年には軍用地の代替として求めていた「泡瀬内海」の埋立が竣工（着工は1960年）し、「海中道路」の内側の埋め立てがなされる。
1971年、永らく泡瀬の産業を支えていた塩田による製塩が廃止される。その後、塩田跡は埋め立てられて宅地化している（現在の泡瀬三丁目付近）。
1972年、沖縄県が日本に復帰（沖縄返還）し、1980年に沖縄県が中城湾港開発基本計画を決定する。この計画が後述する泡瀬干潟の埋め立て計画（泡瀬干潟#埋立計画を参照）の背景となる。
1982年、泡瀬のすぐ北側にあった川田干潟の埋め立て（いわゆる「新港地区埋立事業」）にともなう漁業補償が妥結。一方で、1985年には、軍用地となっていた旧宅地の返還を機に企画されていた泡瀬土地区画整理事業の工事が完了し、泡瀬一丁目、二丁目、三丁目の町並みが整備された。このころに発行された『沖縄市町村三十年史』には、｢戦前のような泡瀬のにぎやかな町と、海中道路が立ち直るのはいつの日のことか｣との記述がされている。

## 埋立計画

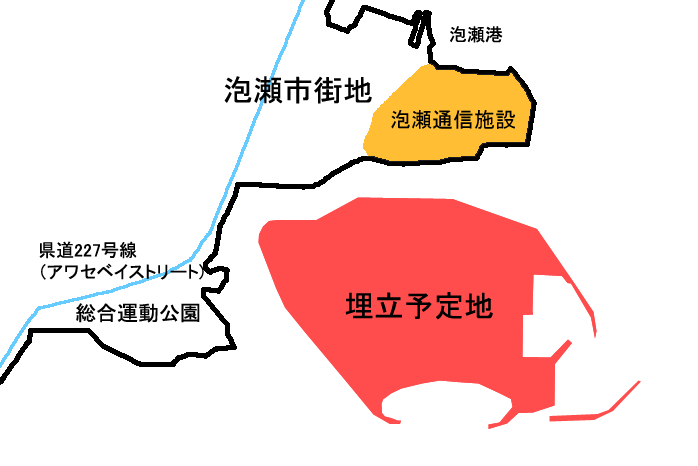
埋立計画地（出島方式）

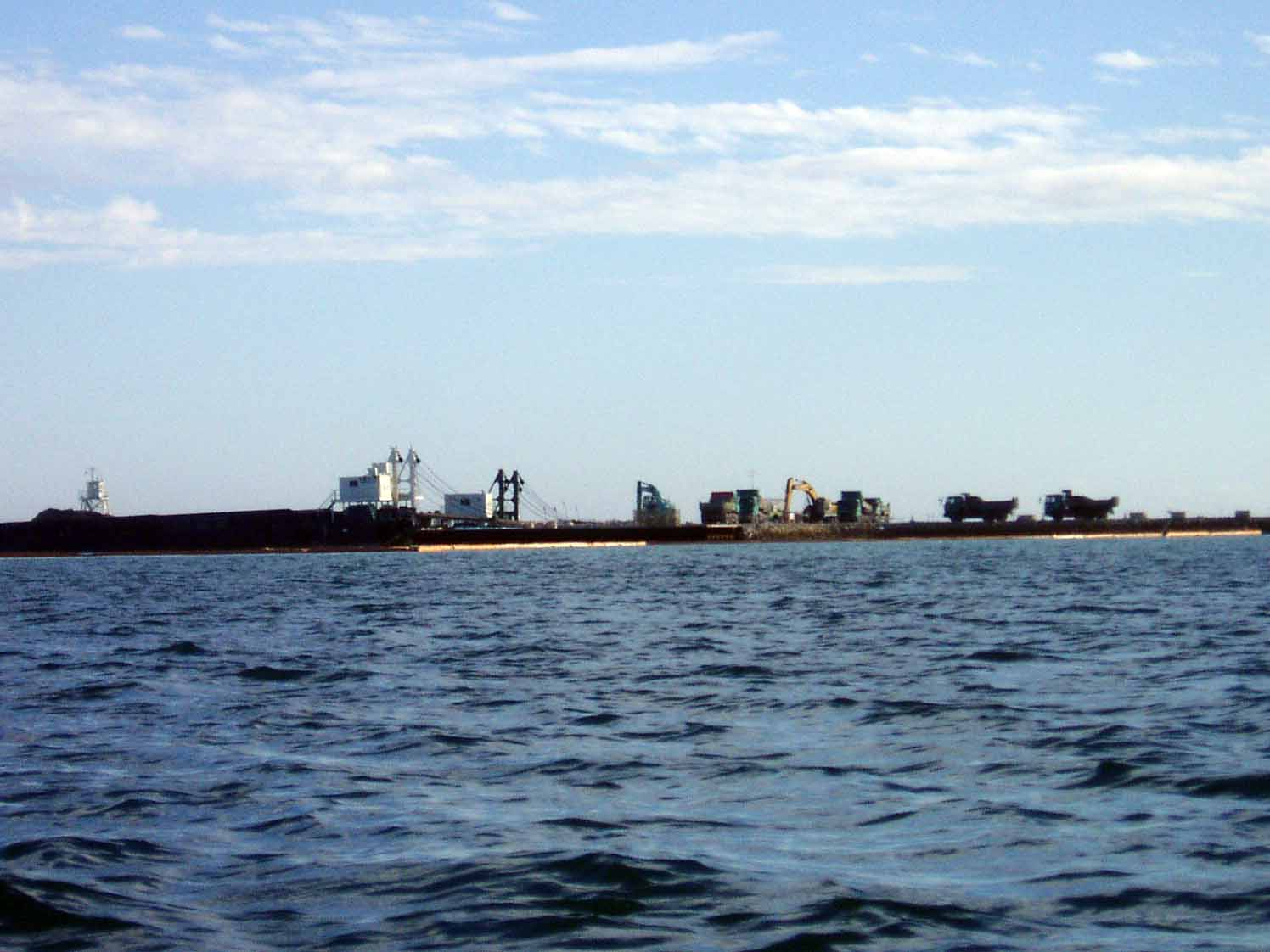
埋立て工事の様子（2006年11月）

泡瀬干潟の埋め立て計画は、コザ市と美里村が合併したところまでさかのぼる。海のないコザ市は海を求めて合併したといっても過言ではない。地理的に北は嘉手納弾薬庫、西は嘉手納基地やキャンプ・シールズに大きく圧迫されており、必然的に開発空間を南の泡瀬海岸の拡大に求めることになった。
計画が現実味を帯びだしたのは、1984年に起工した新港地区埋立事業に端を発する。その年の10月におこなわれた沖縄市政10周年記念都市シンポで、桑江朝幸市長 (桑江朝千夫の父) が「泡瀬半島埋め立て構想」を提唱した。この事業では、埋立地に特別自由貿易地域が設置され、港湾には4万トン級の船舶が入港できるようにするため、航路を水深13mまで浚渫する計画となっている。その浚渫残土の処分が課題となり、1986年に残土処理策として泡瀬干潟の埋立構想が現実のものとなり始めた。
1987年に「東部海浜地区埋立構想」が策定される。当初の構想では、陸続きで219haから340haの海域を埋め立てるものだったが、1989年に泡瀬復興期成会など地元から強い反対の声が上がった。その後、海岸線と砂州を保全する要望を受けるかたちで、埋立地を沖に出し、人工島を作る形（出島方式）での185haの埋め立てに変更される。
計画では、まず、ほとんど国がその費用を負担するかたちで埋立地が作られる（国が175ha、沖縄県が10ha分を負担）。そして埋立地のうち90haを沖縄市が購入する義務を負い、「マリンシティー泡瀬」として開発する。マリンシティー泡瀬では、ホテルやショッピング街、情報教育の拠点、住宅地などを民間に分譲する予定になっている。
しかし、出島方式では砂州はそのものは残されるものの、海草などの生育地ともなっている周辺の浅海域が大きく消滅することや、渡り鳥への影響も大きいと考えられることなどから環境への影響が甚大であるとして埋立に慎重な意見が出されたり、反対運動がされるようになった。また、1990年代後半からは、平成不況や自治体の財政悪化の流れから、約650億円と見られている総事業費の負担も問題視されるようになった。
なお、泡瀬干潟の埋立地では、企業誘致や観光開発などの経済効果が期待されているが、隣の新港地区の埋立地（特別自由貿易地域）の企業誘致が低調で遊休地も多くあることや、隣接する泡瀬通信施設影響で土地利用が制限されるなどの事情から、経済効果を疑問視する声もある。
そうした中、1999年3月には沖縄市漁業協同組合と南原漁業協同組合（勝連漁協）との間で漁業補償が妥結。補償額は19億9800万円だった。なお、この漁業補償においては、当初、沖縄県が提示した額が約7億円だったのに対し最終的3倍近くに膨れ上がるなど、交渉の不透明さが報道されている。
2000年12月に、沖縄県知事によって公有水面埋立法にもとづく承認がなされるが、その際に
- クビレミドロをはじめとする泡瀬干潟の貴重な生物の保全措置を行うこと[9]
- 漁業生産の基盤である海草・藻類の保全に万全の対策をとること[10]
- 漁業権の変更や消滅に関する権利者の同意に疑義があること[10]

などの意見が沖縄総合事務局に提出された。
一方、沖縄総合事務局は2001年に「環境監視・検討委員会」を設立。埋立てによって消滅する海草移植（ミティゲーション）などの検討が行われ、2002年には沖縄総合事務局は「海草移植は可能」と判断し、泡瀬地区埋立事業は着工された。しかし、海草移植の検討が不適切であり、手法の確立はできていないとして一部の委員が辞任。日本自然保護協会、WWF、日本弁護士連合会などが意見書を提出。その後も、工事の妥当性をめぐって学会や委員会委員などからも意見書などが出されている。
なお、地元自治体である沖縄市では、2006年4月に埋立事業に対して比較的慎重であると見られていた元衆議院議員の東門美津子が市長に当選。就任後、埋立て事業をはじめとする一連の開発事業のについて市民の賛否が分かれたままであるとして、「東部海浜開発事業について熟慮し、市長としての方向性を示」すことを目的として、2006年12月より『東部海浜開発事業検討会議』を設置して検討を行っていた。
民主党は同事業を「環境負荷の大きい公共事業」と位置付けており、自由民主党から政権交代に伴い、
2009年10月4日、前原誠司国土交通・沖縄・北方担当大臣より、1期工事の中断と2期工事中止の方針を東門美津子沖縄市長へ伝えた。
また市民など500名以上で構成された原告により県知事・市長を訴え、裁判となった。
- 2005年5月、提訴
- 2008年11月、那覇地裁は経済的合理性を欠くとして、沖縄県知事・沖縄市長は今後、埋立事業の公金を支出してはならないと命じた(原告側一部勝訴)
- 翌日、県知事・市長が福岡高裁那覇支部へ控訴
- 2009年10月15日、福岡高裁那覇支部は一審判決支持し、控訴棄却、公金支出の差し止めを命じた

## 参考資料
- 泡瀬干潟を守る連絡会,2006,『ようこそ泡瀬干潟へ エコツーリズムマップ』.
- 泡瀬干潟自然環境調査委員会,2005,『うまんちゅぬ宝・泡瀬干潟の自然ガイドブック－泡瀬干潟自然環境調査報告書【普及版】－』,日本自然保護協会.
- 日本自然保護協会・世界自然保護基金ジャパン・日本野鳥の会,2003,『泡瀬干潟シンポジウム報告書・世界の宝泡瀬干潟を未来の子どもたちにひきつぐために』.
- 泡瀬復興期成会 編,1988,『泡瀬誌』.